# Bisencya lacunosa
Bisencya lacunosa är en skalbaggsart som beskrevs av Marc Lacroix 1993. Bisencya lacunosa ingår i släktet Bisencya och familjen Melolonthidae. Inga underarter finns listade.